# علم الأمثال
علم الأمثال وعلم ضروب الأمثال، قال الميداني فيه إن عقود الأمثال يحكم بأنها عديمة أشباه وأمثال تتحلى بفرائدها صدور المحافل والمحاضر ويتسلى بفوائدها قلب البادي والحاضر وتفيدوا بها في بطون الدفاتر والصحائف وتطير نواهضها في رؤوس الشواهق وظهور المنائف ويحتاج الخطيب والشاعر إلى إدماجها وإدراجها لاشتمالها على أساليب الحسن والجمال وكفى جلالة قدرها أن كتاب الله سبحانه وتعالى لم يعر من وشاحها وإن كلام نبيه صلى الله عليه وسلم لم يخل في إيراده وإصداره من مثل يحوز قصب السبق في حلبة الإيجاز وأمثال التنزيل كثيرة.
وأما الكلام النبوي من هذا الفن فقد صنف العسكري فيه كتابا برأسه من أوله إلى آخره ومن المعلوم أن الأدب سلم إلى معرفة العلوم به يتوصل إلى الوقوف عليها ومن يتوقع الوصول إليها غير أن له مسالك ومدارج ولتحصيله مراقي ومعارج وإن أعلى تلك المراقي وأقصاها وأوعر تلك المسائل أعصاها هذه الأمثال الواردة كل مرتضع در الفصاحة يافعا ووليدا فينطق بما يعبر عنها حشوا في ارتقاء معارج البلاغة ولهذا السبب خفي أثرها وظهر أقلها ومن حام حول حماها علم أن دون الوصول إليها أحرق من خرط القتاد وأن لا وقوف عليها إلا للكامل المعتاد كالسلف الماضيين الذي نظموا من شملها ما تشتت وجمعوا من أمرها ما تفرق فلم يبقوا في قوس الإحسان منزعا.